# Parc national Duinen van Texel
Le parc national Duinen van Texel (néerlandais : Nationaal Park Duinen van Texel) comprend les dunes (duinen = dunes) de la côte ouest de Texel. Les plages du sud et de la pointe nord de l'île font partie du parc.
Ce domaine protégé fait environ 43 km2. Il a reçu le statut officiel de parc national au printemps 2002.

## Faune
Les oiseaux couramment observés sur l’île sont: l’oie cendrée, la bernache cravant, le tadorne de Belon, l’eider, la macreuse commune, la spatule, l’huîtrier, l’avocette, le pluvier doré, la barge, le faisan commun, le goéland argenté, le goéland brun, la mouette rieuse, la sterne pierregarin, la sterne caugek, le hibou des marais et le busard cendré. 
Dans les dunes elles-mêmes, les mammifères communs que l’on trouve sont les lapins, les lièvres, les hérissons, divers petits rongeurs (souris, campagnols) et l'hermine. Les plages, les bancs de sable et les eaux environnantes abritent deux espèces de phoques, le phoque commun et le phoque gris, ainsi que des marsouins.

## Galerie

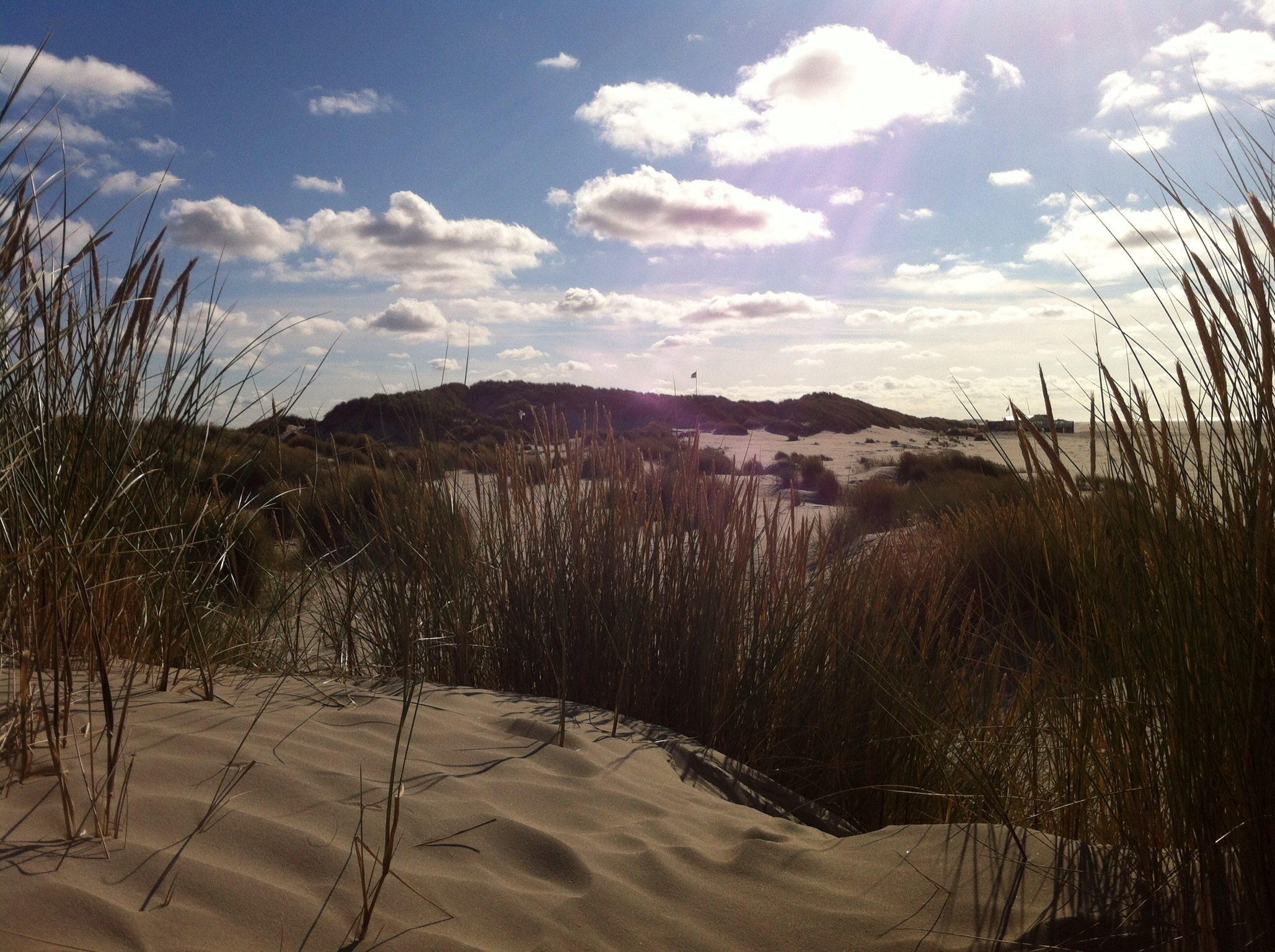
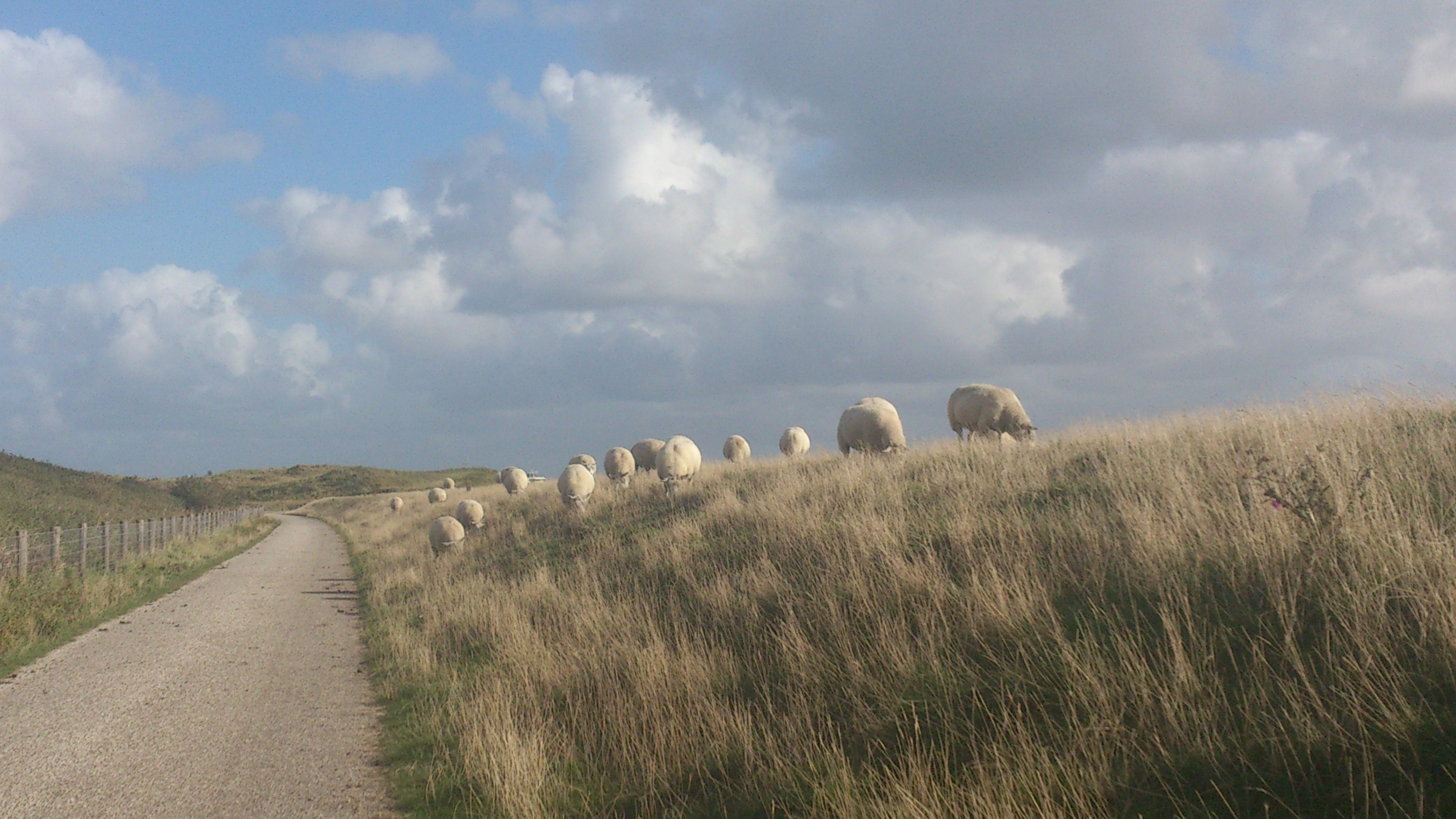
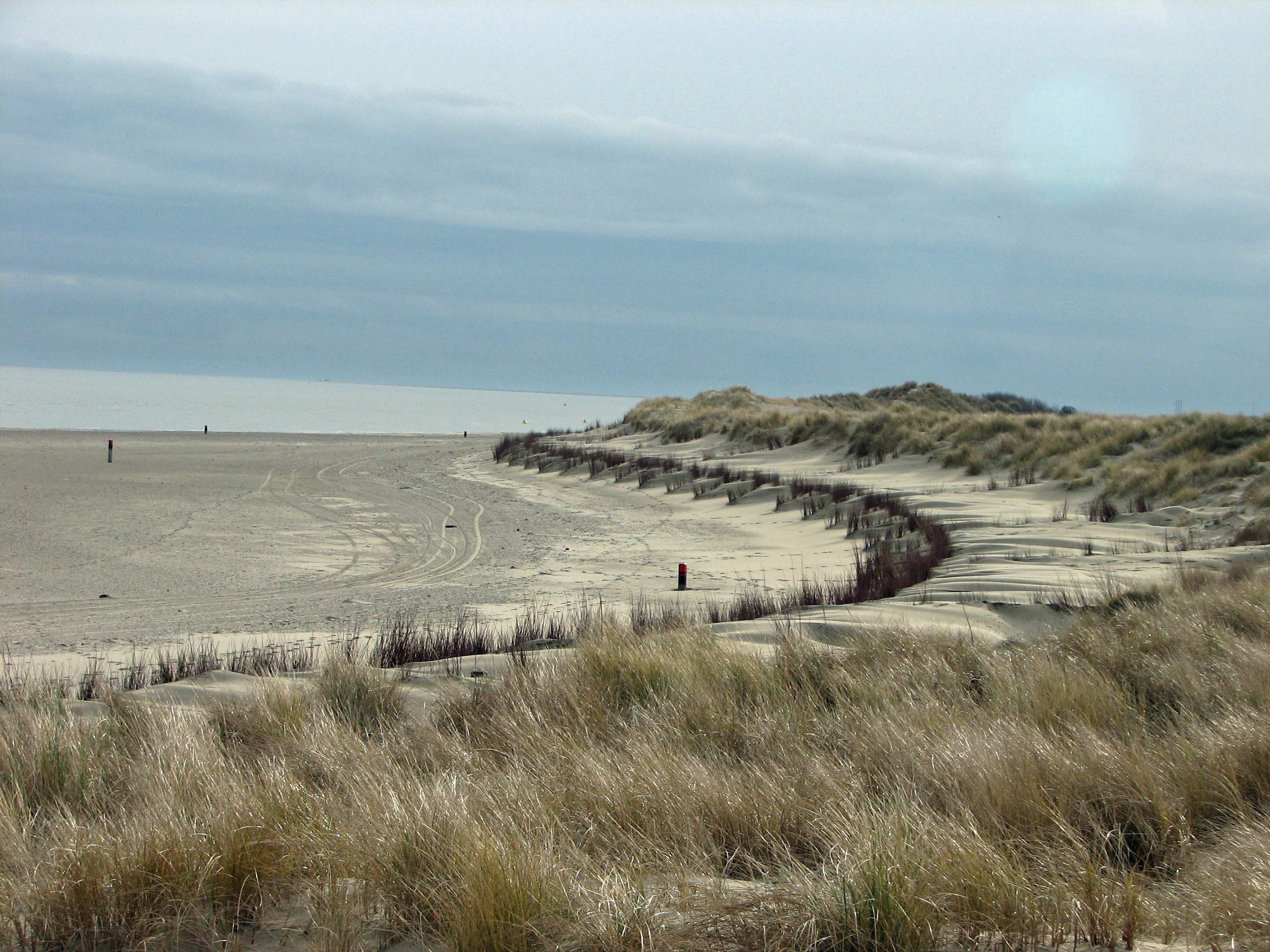
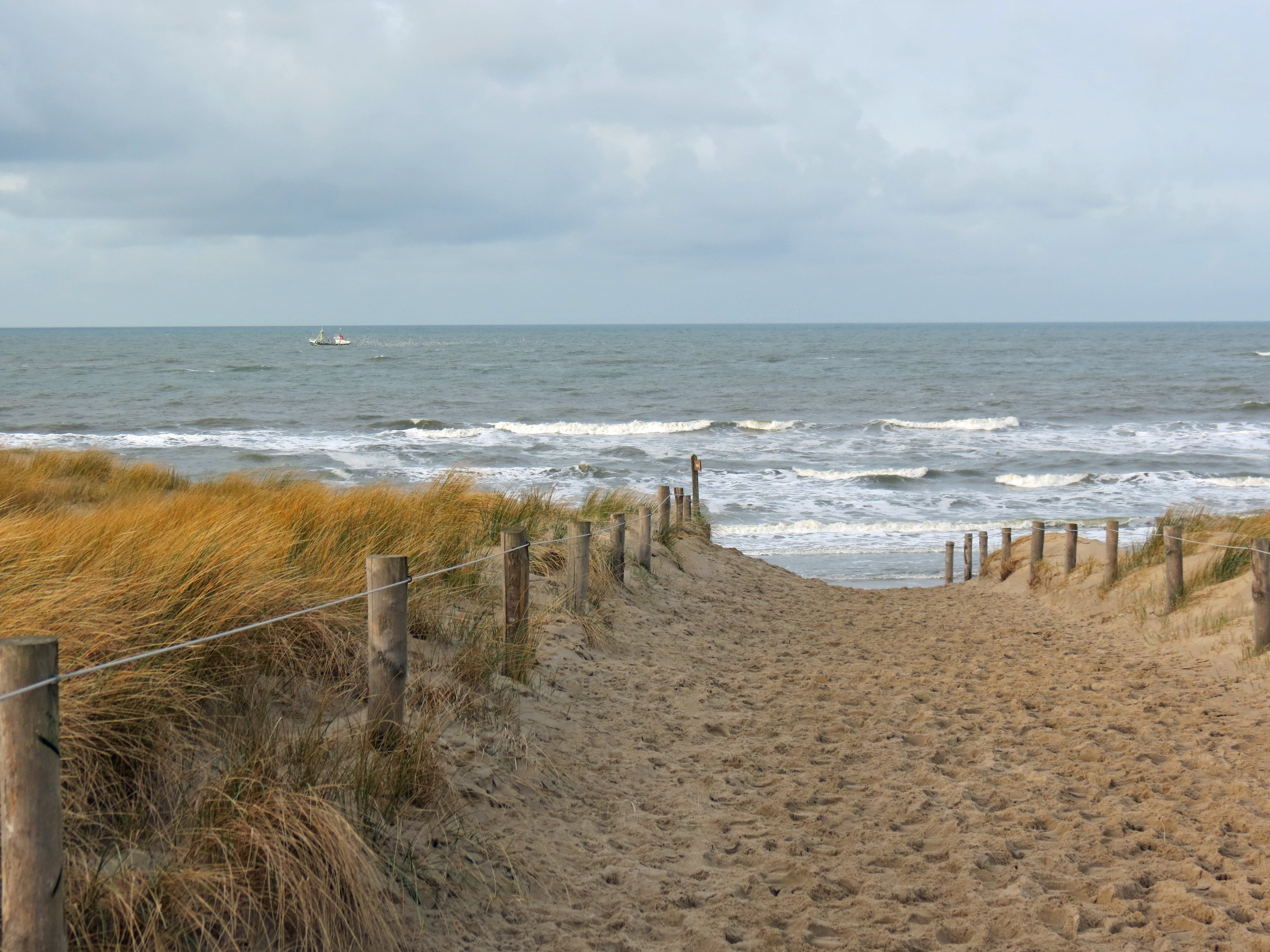
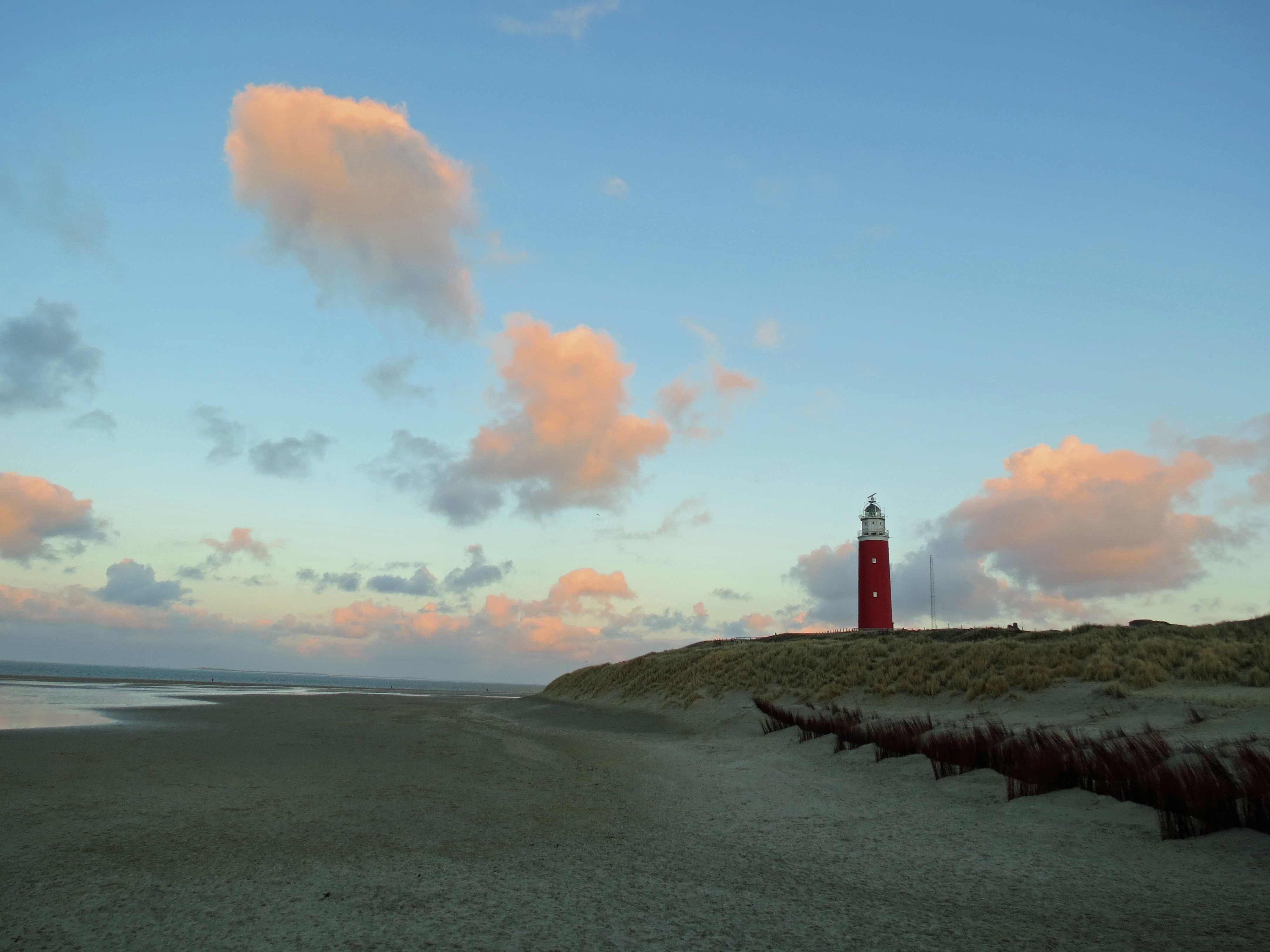
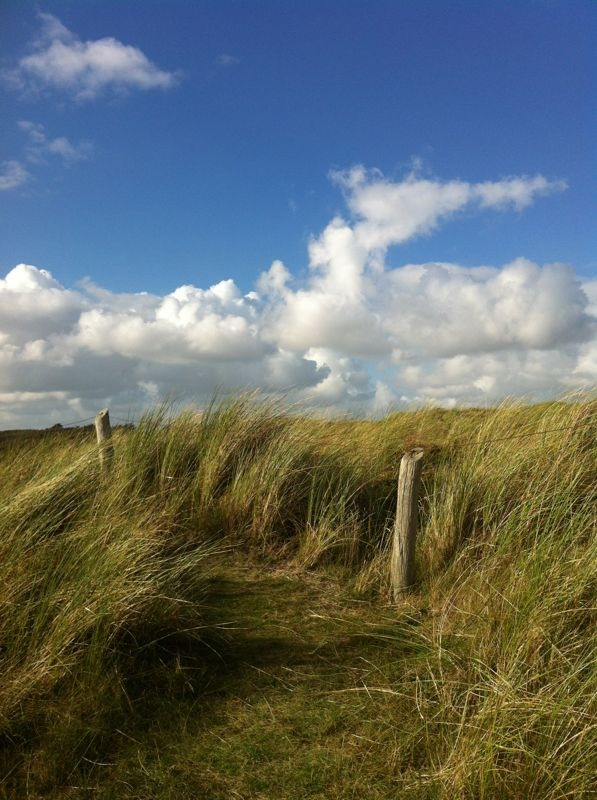

## Plan du parc

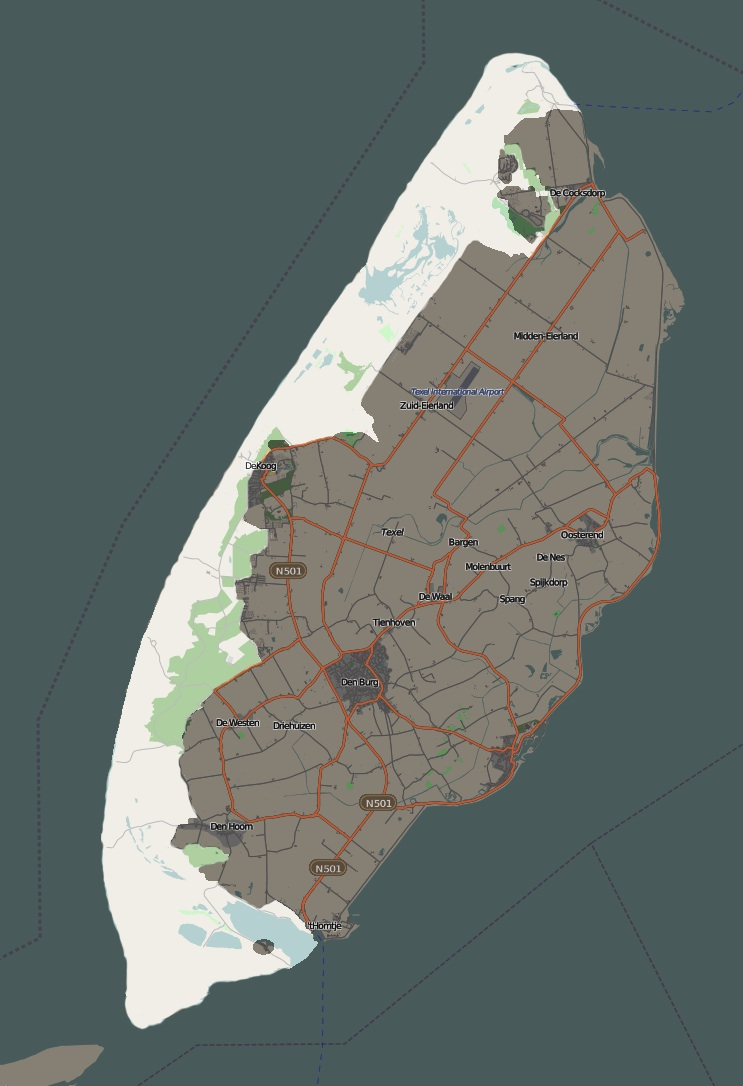
Plan du parc.